# Boroskop
Et boroskop (også kaldet borescope) er et optisk apparat som består af et stift eller fleksibelt rør med et okular i den ene ende, og et objektiv i den anden ende, forbundet med et optisk system. Det optiske system er i nogle tilfælde omgivet af optiske fibre til belysning af det fjerne objekt. Objektivet danner et billede af det oplyste objekt, som forstørres af okularet, som viser det for betragterens øje.
Stive eller fleksible boroskoper kan udstyres med en kamera- eller video-anordning.

## Anvendelser
Boroskoper bruges til visuelt inspektionsarbejde, hvor området som skal inspiceres ikke er tilgængeligt på andre måder. Lignende instrumenter til brug inde i menneskekroppen kaldes endoskoper. Boroskoper anvendes for det meste ved ikke-destruktiv prøvning til at opdage defekter eller mangler.
Boroskoper er almindeligt anvendt til visuel inspektion af flymotorer, beslægtede industrielle gasturbiner, dampturbiner, dieselmotorer, og til bil- og lastbilmotorer. Gas- og dampturbiner kræver særlig opmærksomhed på grund af sikkerheds- og vedligeholdelseskrav. Boroskop-inspektion af motorer kan anvendes til at undgå unødvendig vedligeholdelse, der kan blive meget dyrt for store turbiner. De bruges også i fremstillingen af bearbejdede eller støbte dele til at inspicere de kritiske indvendige overflader for grater, overfladefinish eller komplet gennemgående huller. Andre almindelige anvendelser omfatter retsmedicinske anvendelser i retshåndhævelse og bygningsinspektion, og til inspektion den indvendige boring af et skydevåben. I Anden Verdenskrig blev primitive stive endoskoper bruges til at undersøge de indvendige boringer (heraf navnet) af store kanoner for mangler.

## Fleksible boroskoper
En fleksibel boroskop indeholder et bundt af optiske fibre, der opdeler billedet i pixels. Det er også kendt som en fiberscope og kan bruges til at få adgang til hulrum, som er rundt om en bøjning, såsom et forbrændingskammer eller "burner can" i en jetmotor, for at se tilstanden af indtagene for komprimeret luft, turbinebladene og pakninger, uden at adskille motoren.
Fleksible boroskoper lider af pixelering og pixelkrydstale pga. at billedet overføres via fibre. Billedkvaliteten varierer meget mellem forskellige modeller af fleksible endoskoper afhængigt af antallet af fibre, og måden fiber-overførslen er opbygget på. Nogle boroskoper i den dyre ende tilbyder et "visuelt gitter" på billedet, for at hjælpe med at vurdere størrelsen af et område med et problem. For fleksible boroskoper er artikulations-mekanismens komponenter, graden af artikulation, synsfeltet og objektivlinsens synsvinkel også vigtige. Antallet af fibre i fiber-billedoverførslen er også afgørende for at tilvejebringe beskuren den højest mulige opløsning. Det mindste antal er 10.000 pixels, mens de bedste billeder opnås med et højere antal fibre i området 15.000 til 22.000, for boreskoper med større diameter. Evnen til at styre lyset ved enden af indsættelsesrøret tillader boroskop-brugeren at foretage justeringer, der i høj grad kan forbedre klarheden af video- eller stillbilleder.
Afhængig af anvendelsen af det fleksible boroskop, kan det være tilrådeligt at have en batteridrevet, bærbare boreskop i modsætning til et boroskop med en konventionel strømtilslutning.

## Video-boroskoper
En video-boroskop eller "inspektionskamera" svarer til det fleksible boroskop, men anvender et miniature-videokamera ved enden af det fleksible rør. Enden af indføringsrøret indbefatter en lyskilde, som gør det muligt at optage video- eller stillbilleder dybt inde i udstyr, motorer og andre mørke rum. Som et redskab til visuel inspektion på afstand, er evnen til at fange video- eller stillbilleder til senere inspektion en kæmpe fordel. Et display i håndtaget viser kameraets visning, og visnings-positionen kan ændres via en joystick eller lignende styreanordning. Fordi det komplekse optiske lysleder-system er erstattet med et billigt el-kabel, kan video-boroskoper være langt billigere og potentielt give bedre opløsning (afhængigt af specifikationerne for kameraet). Prisen for video-boroskoper i den dyre ende kan variere fra omkring kr. 50.000 til 350.000 afhængigt producenten, optioner og specifikationer. Letanvendelige, batteridrevne video-boroskoper, med 3" LCD-skærme på 320x240 pixels eller bedre, blev tilgængelige circa 2012 fra flere producenter til priser mellem kr. 700 og 3.000, og er tilstrækkelige til nogle anvendelser. På mange af disse modeller kan videokameraet og det fleksible rør anvendes under vand. Nyere modeller tilbydes til både lavere pris og med bedre opløsning, og i nogle modeller er den indbyggede skærm erstattet med en computer-forbindelse, såsom et USB-kabel. Nogle modeller har en aftagelig skærm med trådløs forbindelse til resten af instrumentet. De mest avancerede (og stadig meget dyre) instrumenter kan udstyres med en stereo-optik og har software, hvormed man kan udmåle objekter på billederne med ekstrem nøjagtighed. Herved kan man fx afgøre, om et hak i et turbineblad i en jetmotor overstiger tilladte grænser, og om det derfor er nødvendigt at foretage en kostbar adskillelse og reparation af motoren eller ej.

## Stive boroskoper
Stive boroskoper ligner fiberskoper, men generelt giver de en overlegen billedkvalitet til lavere omkostninger i forhold til et fleksibel boroskop. Stive boroskoper har den begrænsning, at adgang til hvad der skal ses, skal være i en lige linje. Stive boroskoper er derfor bedre egnet til bestemte opgaver såsom at inspicere bil-cylindre, brændstofindsprøjtningsenheder og hydrauliske manifolder, samt arbejde med våben.
Kriterier for valg af et boroskop er normalt billede-klarhed og adgangsmuligheder. For instrumenter af lignende kvalitet giver det største stive boroskop, som passer i hullet det bedste billede. Optiske systemer i stive endoskoper kan være af 3 grundlæggende typer: Harold Hopkins stang linser, akromatiske dubletter og gradient indeks stang linser . For endoskoper med stor diameter fungerer de akromatiske dublet linser ganske godt, men som diameteren af endoskoprøret bliver mindre (mindre end ca. 3 mm) giver Hopkins stanglinser og gradient indeks stang linse-udformninger bedre billeder. For meget små stive endoskoper er gradient indeks linse optikker bedre.